# Чубик, Пётр Савельевич
Пётр Савельевич Чубик (род. 7 июля 1954, Никольск) — бывший ректор Томского политехнического университета, вице-президент Ассоциации инженерного образования России, вице-президент Ассоциации технических университетов, председатель Совета Ассоциации «Томский консорциум научно-образовательных и научных организаций». Сопредседатель Совета Ассоциации Консорциум опорных вузов Госкорпорации «Росатом», член Совета Ассоциации ведущих университетов России, член экспертного совета при заместителе губернатора Томской области по научно-образовательному комплексу и инновационной политике. Член партии «Единая Россия».
В мае 2019 года сотрудники ТПУ опубликовали в СМИ обращение к руководителю регионального УФСБ и прокурору области с просьбой привлечь к ответственности виновных в массовом вовлечении сотрудников вуза и других организаций в мошеннические действия. По прошествии нескольких месяцев Минобрнауки РФ удовлетворило просьбу Петра Чубика об увольнении его с поста руководителя Томского политехнического университета с 11 октября 2019 года. После ухода с поста ректора ТПУ о его деятельности ничего неизвестно.

## Биография
Родился 7 июля 1954 г. в посёлке Никольск Удерейского района Красноярского края. Учился в школе г. Осинники Кемеровской области. В 1971 г. поступил на геологоразведочный факультет Томского политехнического института, ныне университета (ТПУ). В 1976 г. получил диплом горного инженера по специальности «Технология и техника разведки месторождений полезных ископаемых». Работает в ТПУ с 1976 г., сразу после его окончания.
Был инженером научно-исследовательского сектора, ассистентом, старшим преподавателем и доцентом кафедры техники разведки месторождений полезных ископаемых. В 1995 г. избран на должность заведующего кафедрой бурения нефтяных и газовых скважин. В 1999—2001 гг. — декан факультета геологоразведки и нефтегазодобычи. С апреля 2001 г. — проректор по учебной работе, а по совместительству — профессор кафедры бурения нефтяных и газовых скважин (ныне — бурения скважин) и с 16 апреля 2003 г. по 30 июня 2004 г. — директор Института геологии и нефтегазового дела.
С апреля 2005 г. по сентябрь 2008 г. работал заместителем Губернатора Томской области по кадровой политике. С 12 сентября по 29 декабря 2008 г. исполнял обязанности ректора Томского политехнического университета. 17 декабря 2008 г. избран, а 30 декабря 2008 года утверждён в должности ректора ТПУ. 12 декабря 2013 г. переизбран, 31 декабря 2013 г. утверждён на посту ректора ТПУ.
2 февраля 2012 г. кандидатура П. С. Чубика была предложена партией «Единая Россия» Президенту РФ Д. А. Медведеву на пост Губернатора Томской области.

## Научная деятельность
20 ноября 1987 г. защитил кандидатскую диссертацию «Оптимизация качества промывочных жидкостей при бурении геологоразведочных скважин алмазным породоразрушающим инструментом в сложных геологических условиях» в Ленинградском горном институте. Докторскую диссертацию «Научно-методические основы оптимизации качества буровых промывочных жидкостей» защитил 5 апреля 2000 г. в ТПУ. 19 ноября 1992 г. ему присвоено учёное звание доцента по кафедре техники разведки месторождений полезных ископаемых, а 17 октября 2001 г. — учёное звание профессора по кафедре бурения нефтяных и газовых скважин.
Область научных интересов: повышение качества образовательной и результативности научной деятельности вузов, экологизация и оптимизация качества буровых промывочных жидкостей.
Является одним из ведущих специалистов России в области буровых промывочных жидкостей. Автор и соавтор 250 научных работ, в том числе 8 монографий, учебника и 6 учебных пособий, 9 изобретений.
Действительный член Международной академии наук высшей школы, Российской инженерной академии и Российской академии естественных наук.
Стажировался во Всероссийском НИИ по креплению скважин и буровым растворам (г. Краснодар), в ОАО «ТомскНИПИнефть»; в научно-исследовательских, учебных и инженерных центрах компании «Шлюмберже» (Великобритания). В 2000 году органом по сертификации персонала TÜV Akademie Rheinland присвоена международная квалификация уполномоченного по менеджменту качества. В рамках программы «Общественные связи» в 2001 г. стажировался в университетах и колледжах штата Аризона США (получен сертификат Госдепартамента США). В 2002 г. прошёл обучение в Немецкой академии менеджмента Земли Нижняя Саксония (DMAN) по программе «Система управления вузом. Система менеджмента качества» (получен сертификат DMAN). В 2005 году повысил свою квалификацию в Российской академии государственной службы при Президенте Российской Федерации. В 2009 г. — в Федеральном государственном образовательном учреждении «Академия дополнительного профессионального образования» по программе «Методы и технологии управления ВУЗом в современных условиях».
Сертифицированный ING.PAED.IGIP Европейский / Международный преподаватель инженерного вуза (2003 г.). В 2004 г. удостоен диплома визитинг-профессора Института инженерного строительства Цзилиньского университета (КНР, г. Чанчунь), с 2009 г. — Почётный профессор Цзилиньского университета.С 2015 г. — Почётный профессор Карагандинского государственного технического университета (Республика Казахстан)

## Общественная деятельность
С 26 декабря 2002 г. по 20 апреля 2005 г. на общественных началах работал председателем комитета по труду и социальной политике Думы Томской области, депутатом которой был избран 16 декабря 2001 г.
С 2010 по 2012 гг. был членом Общественной палаты Российской Федерации.
С 18 сентября 2016 по 19 сентября 2021 года — депутат Думы Томской области шестого созыва.
В настоящее время:
Член Экспертного совета при Правительстве Российской Федерации.
Член Совета по грантам Президента Российской Федерации для государственной поддержки молодых российских учёных и по государственной поддержке научных школ Российской Федерации.
Сопредседатель Координационного совета по области образования «Инженерное дело, технологии и технические науки».

## Награды
Государственные: орден Александра Невского (2016 г.), орден Почёта (2009 г.), премия Правительства Российской Федерации в области образования (2011 г.), благодарность Правительства Российской Федерации (2014 г.).
Отраслевые: «Отличник разведки недр» (1996 г.), «Почетный работник высшего профессионального образования Российской Федерации» (2001 г.), «Шахтёрская слава» II (2011 г.) и III степени (2001 г.), «Почетный разведчик недр» (2012 г.), памятная медаль МЧС России «Маршал Василий Чуйков» (2013 г.), нагрудный знак 4 степени «Академик И. В. Курчатов» (2015 г.).
Региональные: Почётная грамота Томской области (2008 г.), знак отличия «За заслуги перед Томской областью» (2011 г.), орден Почёта Кузбасса (2012 г.), медаль «За достижения» (2014 г.), медаль «За личный вклад в реализацию национальных проектов в Кузбассе» (2014 г.), нагрудный знак «За особые заслуги в освоении недр
Томской области» (2014 г.)[10], юбилейная медаль «70 лет Томской области» (2014 г.)
Общественные: медаль им. Ю. А. Гагарина Федерации космонавтики России (2009 г.), почётный серебряный орден «Общественное признание» (2011 г.), лауреат Всероссийского конкурса «Инженер десятилетия» (2012 г.), медаль им. К. Э. Циолковского Федерации космонавтики России (2013 г., 2014 г.), медаль Петра I «За развитие инженерного дела и образования» (2014 г.), Почётный знак Торгово-промышленной палаты Российской Федерации (2014 г.), Патриарший Знак «700-летие Преподобного Сергея Радонежского» (2014 г.), памятная медаль «300 лет Михаилу Васильевичу Ломоносову» (2015 г.)
Зарубежные: медаль «50 лет общества российско-вьетнамской дружбы» (2009 г.), нагрудный знак «Почетный работник  образования Республики Казахстан» (2014 г.)

## Критика
В период «правления» Чубика П. С. в вузе махровым цветом расцветали кумовство и коррупция. Ударными темпами создавалась миниатюрная Потёмкинская деревня — НИ ТПУ. Возбуждено несколько резонансных уголовных дел, вынесены приговоры суда.
За время нахождения на посту ректора Петр Чубик заслужил неоднозначную репутацию. С одной стороны, университет под его руководством последовательно получил статусы Национального исследовательского и Ведущего исследовательского университетов, попал в ведущие мировые рейтинги университетов, многократно увеличилось количество публикаций и цитирований сотрудников, результаты исследований стали печататься в журналах более высокого уровня.
С другой стороны, цена, которой удалось добиться такого «прорыва», была очень высокой. Выполнение взятых на вуз обязательств сопровождалось фактически прямой покупкой аффилиаций (оплата публикации, фиктивное устройство иностранных ученых и т. д.), фиктивные договорные работы на сотни миллионов рублей для выполнения показателя внебюджетного финансирования. В таком рейтинговом «продвижении» вуза посильную помощь (покрывательство) оказывали правоохранительные и надзорные органы. На уровне университета противоправные деяния покрывались ректоратом, в частности, проректорами по режиму и безопасности. На нескольких персонажей (Чубик П. С., Дёмин В. В., Дмитриев Д. Ю.) в СУ СК России по Томской области поданы обращения. По состоянию на начало 2024 года — проводится процессуальная проверка. Ради увеличения показателей в расчете на одного сотрудника, в университете проводились массовые сокращения, в том числе квалифицированного профессорско-преподавательского состава — это привело к уничтожению научных школ. Отбор кандидатов на сокращение проводился на основе системы «Эффективного контракта», критерии которого были формализованы, и явно завышены — рассчитаны на то что в университете останутся работать немногочисленные «эффективные» ученые с высокими показателями публикуемости и цитируемости, а «неэффективные» рядовые сотрудники, не занимающиеся наукой постоянно, но выполняющие львиную долю учебной работы, будут уволены. Выполнение показателей зачастую могло не зависеть от действий сотрудника, например, победы в конкурсах; или не могло быть реализовано в годичный срок действия контракта (выпуск статьи в рейтинговом журнале занимает 1,5-2 года). Помимо этого, ректора критиковали за постоянно происходившие перестановки в аппарате управления, включая две полные смены организационной структуры университета; за назначения своих родственников на те должности в Университете, которые позволяли манипулировать денежными средствами, за дорогие и яркие, но бесполезные проекты (на начало 2024 г. в СУ СК России по Томской области проводится процессуальная проверка). Часть кадровых перестановок было связано с тем, что члены ректората и другие университетские управленцы, не желая для себя проблем, при очевидной перспективе развития их карьеры в ТПУ, переходили на работу в другие вузы. Несколько проректоров были привлечены к уголовной ответственности. Подтверждением «сложного» наследия Чубика стали внезапный его уход в октябре 2019 года и возникший управленческий кризис: первый временно исполняющий обязанности ректора появился в вузе только спустя 25 дней, после этого было ещё два назначения исполняющих обязанности, а постоянный ректор, которым стал Дмитрий Седнев был утвержден в должности только спустя три года, в сентябре 2022 года, но уже в марте 2023 года и он подал в отставку из-за возбужденного уголовного дела. Возбуждение уголовного дела оказало положительное воздействие — проявился интерес к науке и продолжению работы над диссертацией. В след за Седневым Д. фигурантом уголовного дела стала экс-проректор Моисеенко. По состоянию на 26 февраля 2024 г. уголовное дело в отношении экс-ректора Томского политехнического университета (ТПУ) Дмитрия Седнева передано для расследования в военное следственное управление СК России по Центральному военному округу (СУ СК по ЦВО).
По состоянию на начало 2024 года, в ТПУ так и нет постоянного ректора.